# Leonard Fahlander
Leonard Josef Fahlander (i riksdagen kallad Fahlander i Bäck), född 23 april 1819 i Norrbärke församling, Kopparbergs län, död 15 april 1881 i Bygdeå församling, Västerbottens län, var en svensk arrendator och politiker.
Han företrädde bondeståndet i Västerbottens mellersta domsaga vid ståndsriksdagen 1865–1866. Han var senare även ledamot av riksdagens andra kammare. Fahlander är begravd på Bygdeå kyrkogård.